# بال‌لاکی‌ها
بال‌لاکی‌ها (نام علمی: Bombycilla) سردهٔ گنجشک‌سانانی به همین نام بوده و از نوشته‌های بیشتر پرنده‌شناسان چنین برمی‌آید که تنها سردهٔ تیرهٔ بال‌لاکیان (Bombycillidae) باشد.

## گونه‌ها
- بال‌لاکی بوهمی، B. garrulus
- بال‌لاکی ژاپنی، B. japonica
- بال‌لاکی سدری، B. cedrorum

## ویژگی‌های ظاهری
مشخصهٔ این پرنده، پرهای نرم و ابریشم مانند آن است و معنای نام علمی آن نیز دم ابریشمی می‌باشد. لبهٔ برخی از شاهپرهای بال‌لاکی قرمز است و در بال‌لاکی‌های بوهمی و سدری به رنگ قرمز لاکی می‌باشد. بال‌لاکی بوهمی، پرنده‌ای آواز خوان با جثه متوسط و سر کاکل دار متفاوت و ماسک‌های سیاه هست. سراسر بدنشان خاکستری مایل به قهوه‌ای هست و بال‌ها، لبه‌های سفید و زرد دارند. از جمله پرندگان گنجشکی محسوب می‌شود. پاهای پرنده کوتاه و قوی بوده و بال‌ها و کاکلشان نوک‌تیز می‌باشد. پاها، چشم‌ها و نوک پرنده تیره رنگ است و خطی سیاه از میان چشمها عبور می‌کند. پرهای پایین نوک نیز سیاه‌رنگ می‌باشد. دم بال‌لاکی کوتاه است و انتهای مربع مانند آن زرد یا قرمز می‌باشد.

## زیستگاه و تغذیه

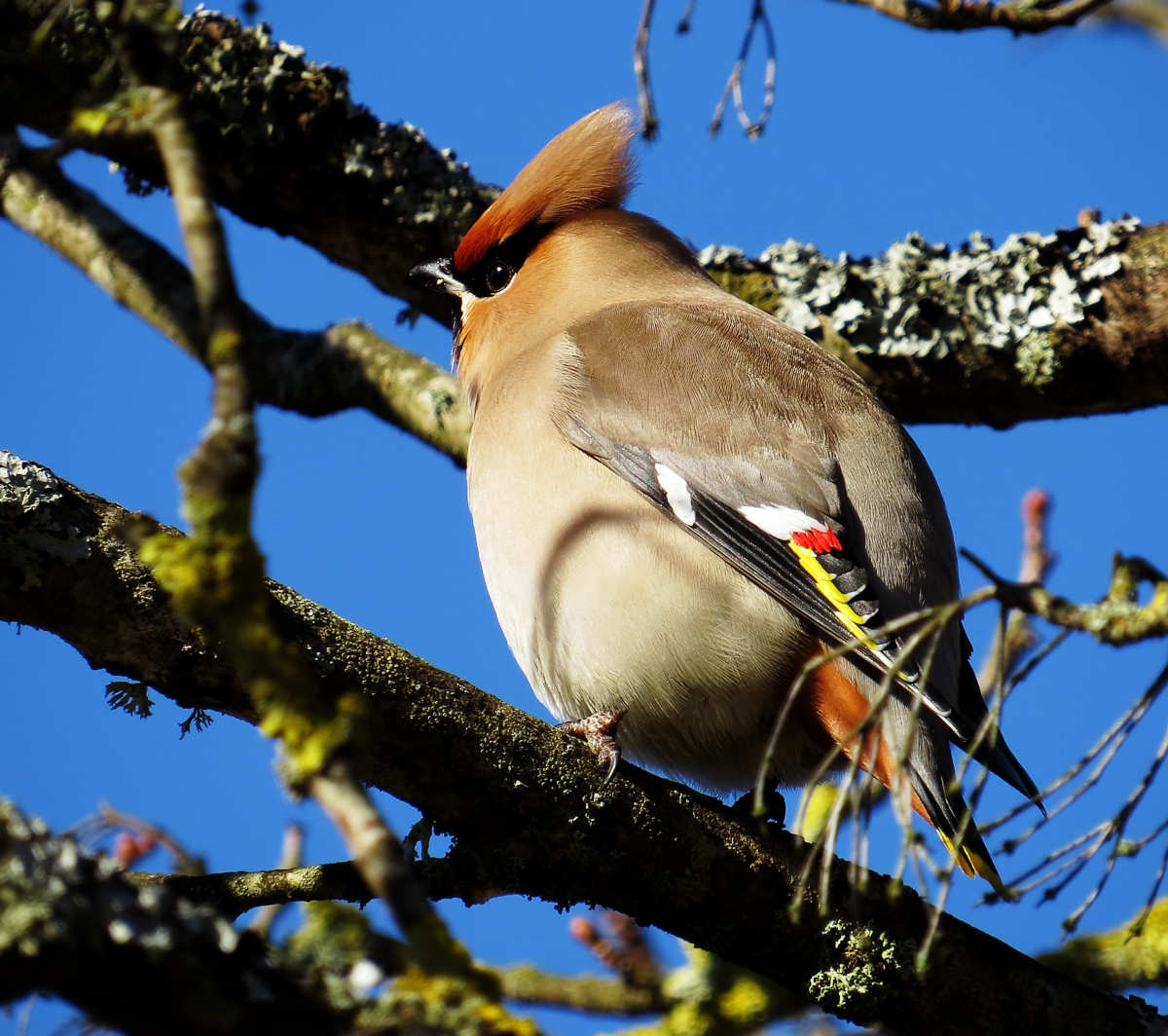
بال‌لاکی بالغ (Bombycilla garrulus) از خانوادهٔ بال‌لاکی‌ها، با پرهای براق و متمایز، در منطقه لیندوم، ملندال، وسترایوتالاند سوئد مشاهده شده است.

بال‌لاکی‌ها پرندگانی شاخه‌نشین هستند و در جنگل‌های شمالی زندگی می‌کنند. غذای اصلی آن‌ها را از آغاز فصل تابستان تا شروع بهار، میوه‌های فصلی همچون توت فرنگی، توت، تمشک، گیلاس، انگور و زغال اخته تشکیل می‌دهد. در فصل بهار نیز از شیرهُ جوانه و خود گل‌ها تغذیه می‌کنند. این پرندگان در زمان‌های گرمتر از سال به شکار حشرات نیز می‌پردازند و معمولاً لانه‌هایشان را یا در مناطقی که میوهٔ فراوان دارد بنا می‌کنند یا آن‌ها را در نزدیکی آب می‌سازند تا بتوانند حشرات در حال پرواز در آنجا را شکار کنند.
بال‌لاکی بوهمی (B. garrulus) در زمستان‌های سردتر در ایران نیز یافت می‌شود.

## نگارخانه

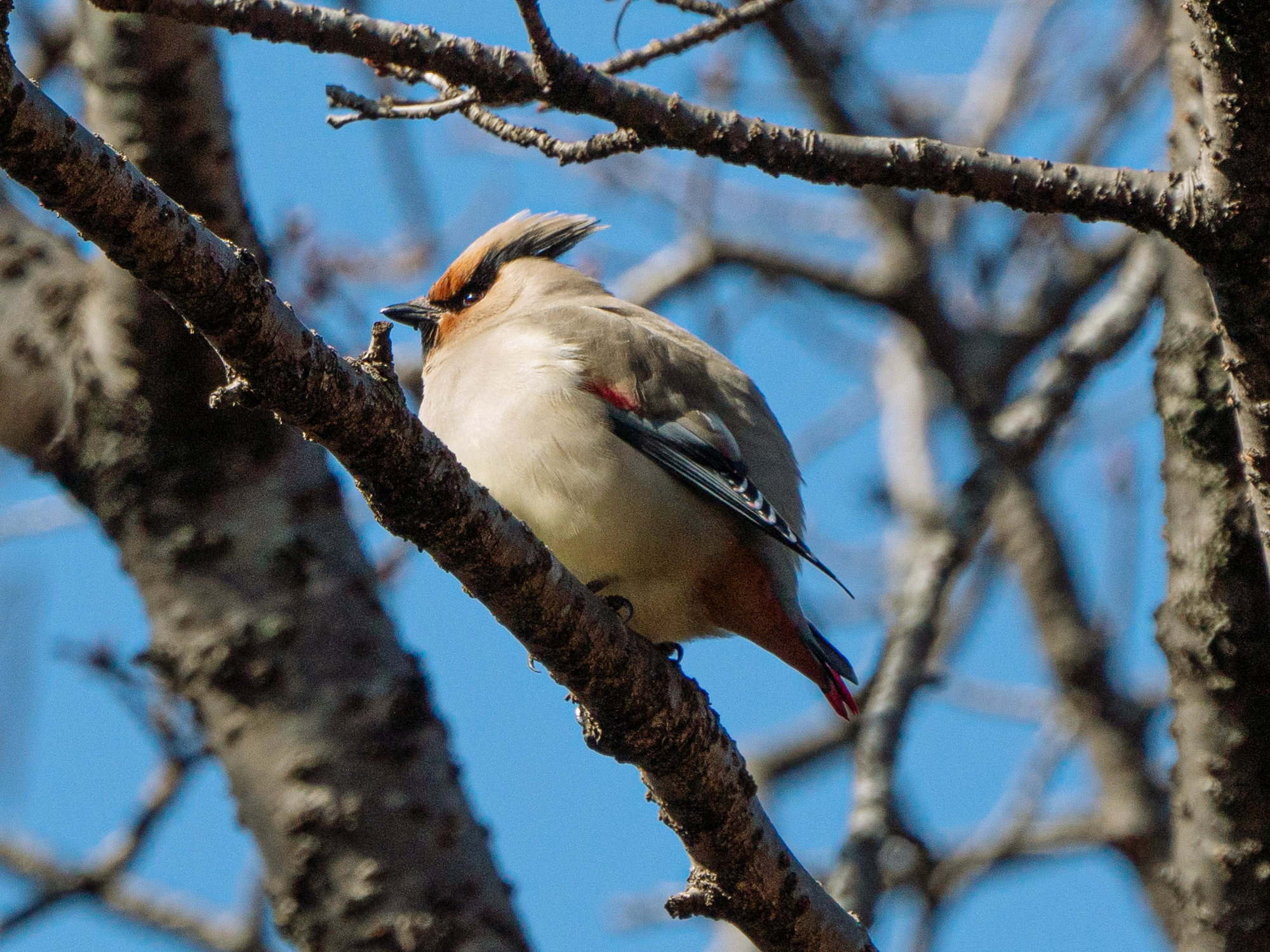
بال‌لاکی ژاپنی (B. japonica)
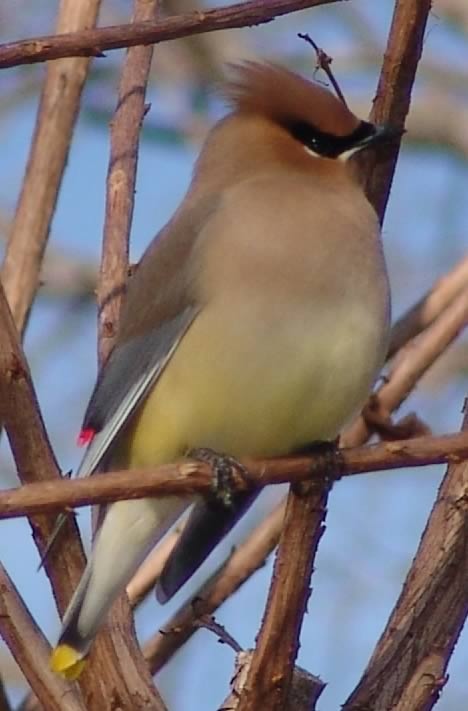
بال‌لاکی سدری (B. cedrorum)
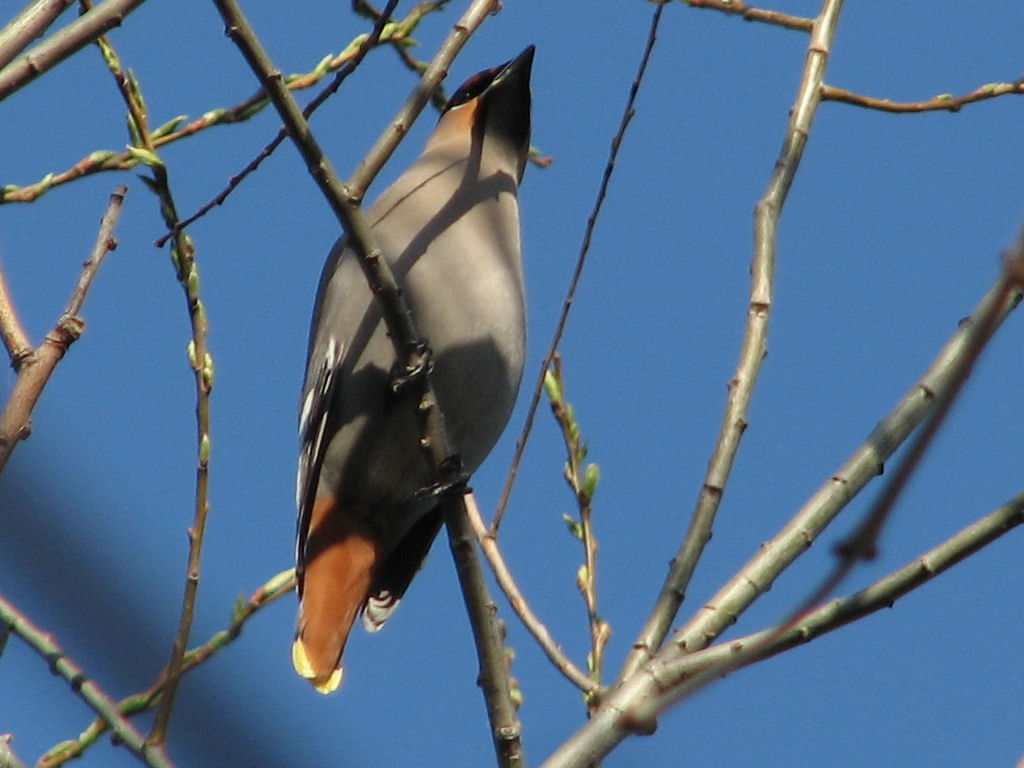
بال‌لاکی بوهمی (B. garrulus)